# Carlos Netto
Carlos Javier Netto (Lanús, Buenos Aires, 24 de julio de 1970) es un exfutbolista argentino. Se desempeñaba como mediocampista, y se destacaba por su potente pegada al balón. Actualmente es director técnico en las inferiores de San Lorenzo de Almagro.
Quedó en la historia de San Lorenzo al convertir el primer gol oficial en el estadio Pedro Bidegain, en una victoria 1-0 por el Torneo Apertura 1993 ante Belgrano.

## Estadísticas
| Club                     | País          | Años      | Partidos | Goles |
| ------------------------ | ------------- | --------- | -------- | ----- |
| Argentinos Juniors       | Argentina     | 1989-1993 | 90       | 9     |
| San Lorenzo              | Argentina     | 1993-1996 | 95       | 21    |
| Racing                   | Argentina     | 1996-1997 | 23       | 0     |
| Cruz Azul                | México        | 1997      | 1        | 0     |
| River Plate              | Argentina     | 1998-1999 | 39       | 5     |
| San Lorenzo              | Argentina     | 1999-2000 | 12       | 1     |
| Los Andes                | Argentina     | 2000-2003 | 49       | 3     |
| Emelec                   | Ecuador       | 2003      | 21       | 1     |
| Mineros de Guayana       | Venezuela     | 2004      | 2        | 0     |
| El Porvenir              | Argentina     | 2004      | 7        | 0     |
| Sportivo Barracas        | Argentina     | 2005      | 13       | 0     |
| Gimnasia y Esgrima (CdU) | Argentina     | 2006-2008 | 37       | 8     |
| Santiago Morning         | Chile         | 2008      | 6        | 0     |
| Total carrera            | Total carrera | 1989-2008 | 432      | 53    |

## Palmarés

### Campeonatos nacionales
| Título           | Club        | País      | Año    |
| ---------------- | ----------- | --------- | ------ |
| Primera División | San Lorenzo | Argentina | C-1995 |
| Primera División | Cruz Azul   | México    | I-1997 |
| Primera División | River Plate | Argentina | A-1999 |